# Златни-Рат
Златни-Рат (хорв. Zlatni rat, Золотой мыс или Золотой рог; в переводе с местного чакавского наречия; Дуги-Рат) ― коса, расположенная примерно в 2 км к западу от центра города Бол на южном побережье хорватского острова Брач, в жупании Сплитско-Далматинска. Простирается по отношению к каналу Хвар, водоему в Адриатическое море между островами Брач и Хвар, который является местом с сильными течениями. Рельеф в основном в основном представляет собой белый галечный пляж, на берегу которого находится средиземноморская сосновая роща.

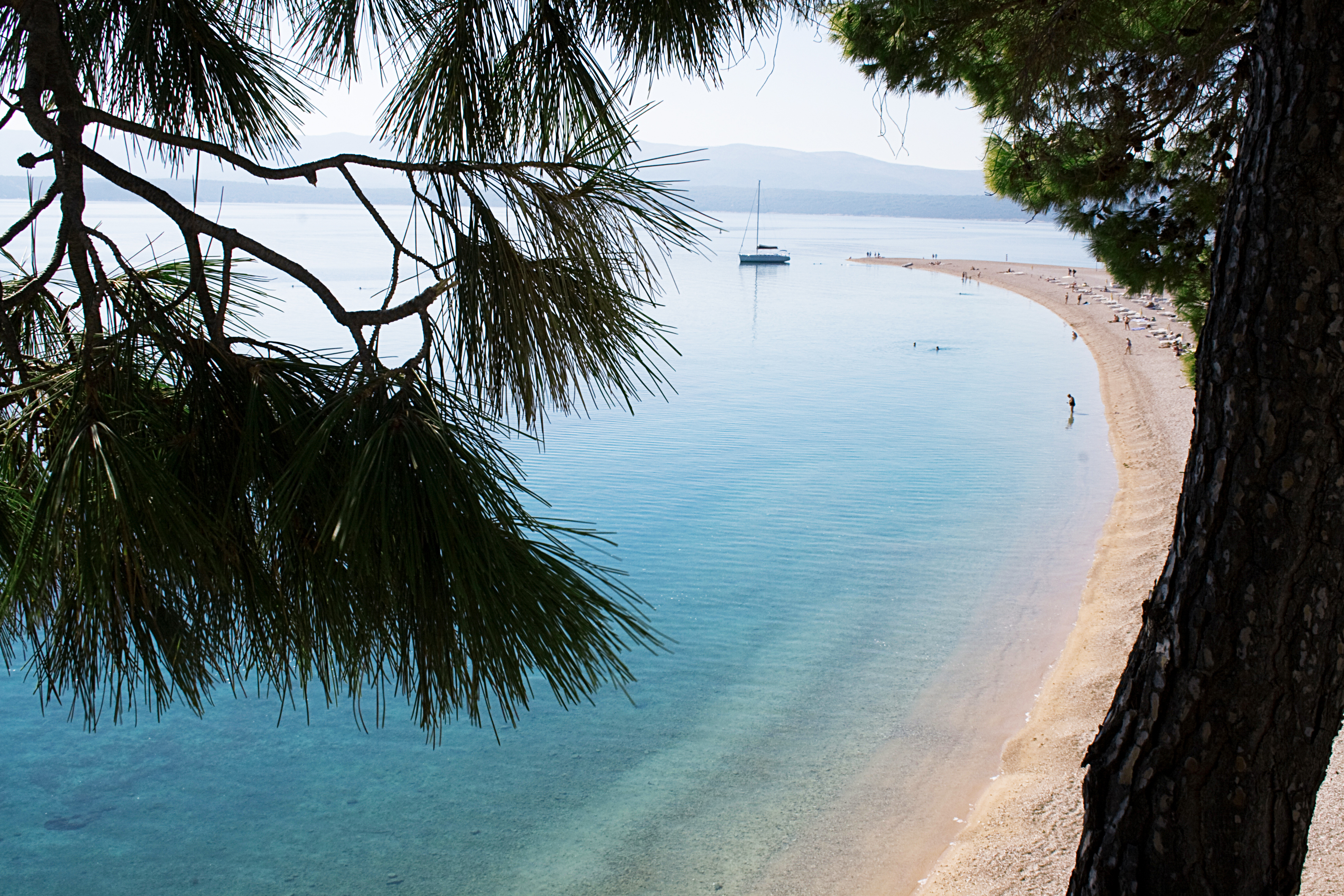
Восточный берег Златни-Рат

Пляж по обе стороны косы простирается на длину в 634 метра, хотя расстояние может варьироваться в зависимости от течения, прилива и ветра. Самый дальний конец, который обычно слегка повёрнут к востоку, часто сдвигается на западе при определённых погодных условиях, особенно из-за сильного юго-восточного ветра Сирокко (в Хорватии известен как Джуго). Окружающие воды являются, как правило, холодными и очень чистыми за счёт течения в канале Хвар. Течение является умеренно опасным для пловцов, которые отправляются далеко на юг, прямо от берега в сторону открытого моря, поскольку может быть трудно плыть обратно на запад, в сторону пляжа. Опасность не столь серьёзна, поскольку обычное течение будет просто нести пловца обратно на восток в сторону гавани Бол (и до пляжей на мысе, который располагается между Золотым Рогом и городом). Предсказуемый дневной западный ветер, известный как Мистраль, делает пляж излюбленным местом для виндсёрферов.
В сосновой роще, которая граничит с пляжем, располагаются развалины villa rustica, в том числе бассейн. Западная окраина пляжа, а также несколько бухт к западу от главного пляжа, являются местом для натуризма. Мыс находится под охраной государства как геоморфологическое явление.